# Ectypia thona
Ectypia thona är en fjärilsart som beskrevs av John Kern Strecker 1899. Ectypia thona ingår i släktet Ectypia och familjen björnspinnare. Inga underarter finns listade i Catalogue of Life.